# Crolles
Crolles – miejscowość i gmina we Francji, w regionie Owernia-Rodan-Alpy, w departamencie Isère.
Według danych na rok 1990 gminę zamieszkiwało 5829 osób, a gęstość zaludnienia wynosiła 410 osób/km² (wśród 2880 gmin regionu Rodan-Alpy Crolles plasuje się na 145. miejscu pod względem liczby ludności, natomiast pod względem powierzchni na miejscu 824.).
Przez gminę przepływa rzeka Isère. 